# Alicia Lira
Alicia Lira Matus (Concepción, 8 de noviembre de 1948) es una activista de derechos humanos chilena y presidente, desde 2009, de la Agrupación de Familiares de Ejecutados Políticos. En 2023, en el marco de la conmemoración de los 50 años del golpe de Estado en Chile, fue reconocida con la Medalla Derechos Humanos y Democracia otorgada por la Universidad de Chile por su "destacada contribución en materia de derechos humanos y democracia en el ámbito nacional”.

## Biografía
Nació en Concepción en el seno de un contexto obrero siendo tercera de trece hermanos. A los 14 años se trasladó con su familia hasta Santiago. Trabajó en una empresa textil, donde conoció la organización sindical. Se involucró activamente en política y se convirtió en dirigente a los 18 años. También se unió a las Juventudes Comunistas.
En 1967 y mientras militaba, Lira conoció al electricista y también comunista Felipe Rivera. Se casaron en 1970 y vivieron en La Victoria junto a la familia de su marido, una de las familiares fundadores de la toma que dio origen a esa población. En 1973 el golpe los encontró viviendo en la Villa Lenin, de donde tuvieron que arrancar luego de que un grupo de militares llegara a buscarlos.
En 1986 el marido de Lira fue involucrado en el atentado contra Augusto Pinochet. Fue detenido por la Central Nacional de Informaciones (CNI) el 8 de septiembre de ese mismo año en Pudahuel y ejecutado con 13 balazos camino al aeropuerto. El 16 de agosto de 1986, Diego Lira Matus, hermano de Alicia, fue detenido en la Región de Coquimbo, acusado de participar en la fallida internación de armas cubanas en Carrizal Bajo para que el Frente Patriótico Manuel Rodríguez la usara.

## Activismo en derechos humanos

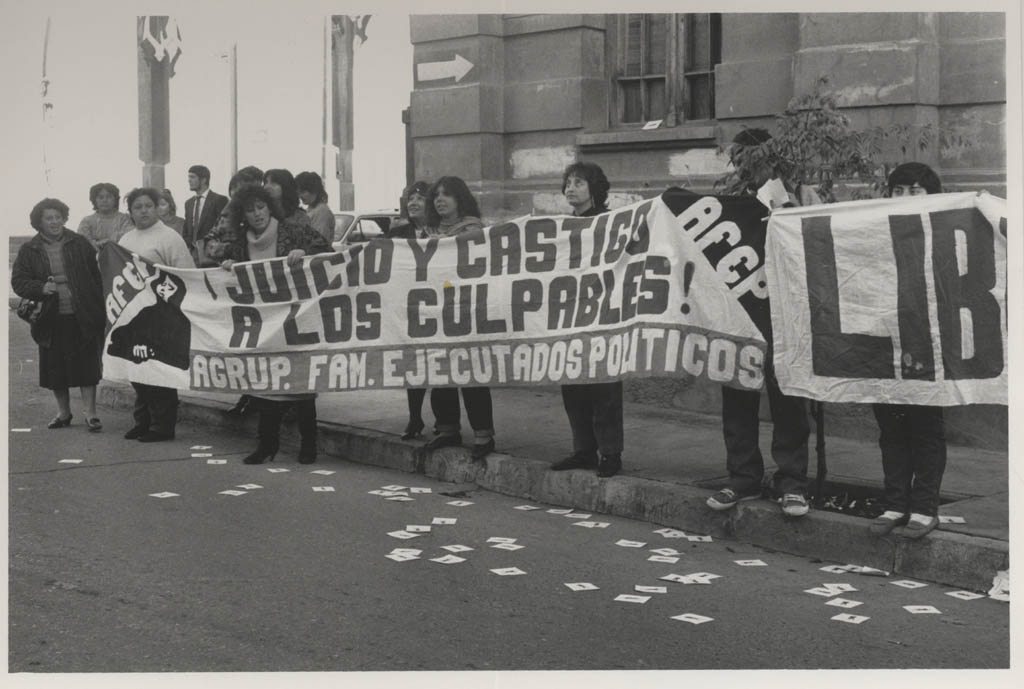
Manifestación en el frontis de la Comisión Chilena de Derechos Humanos por mujeres de la Agrupación de Familiares de Ejecutados Políticos (AFEP).

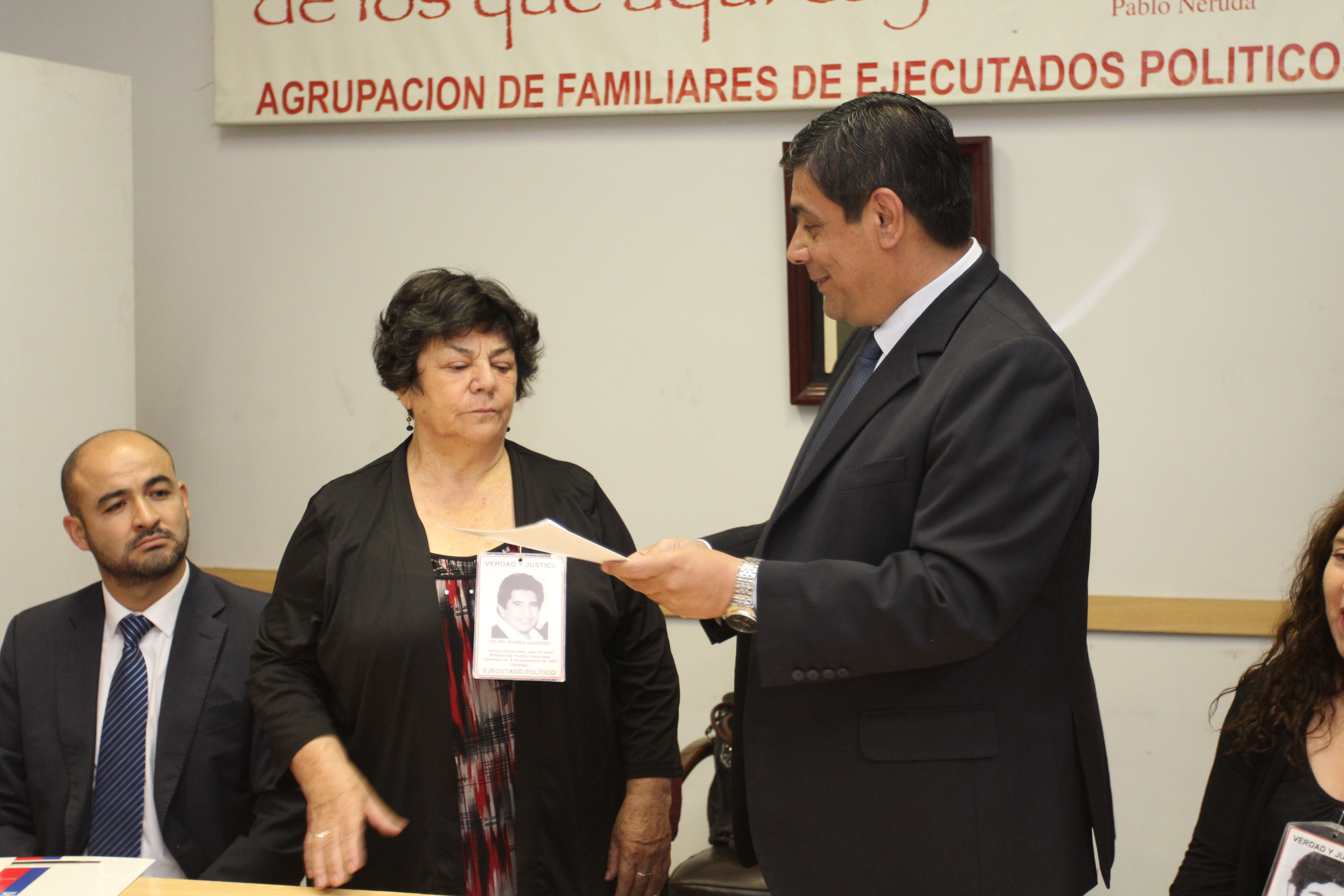
Alicia Lira recibiendo inmueble donado por el Ministerio de Bienes Nacionales (Chile) a la AFEP (2016)

Después de la ejecución de su marido y la detención de su hermano, Alicia Lira se involucró activamente en las agrupaciones de defensa de los derechos humanos de detenidos por agentes del Estado. Desde allí organizó acciones de resistencia contra la violencia policial en las poblaciones y se enfrentó a los allanamientos que allí se realizaban.
En 1986, Alicia se integró a la Agrupación de Familiares de Prisioneros Políticos de la dictadura, organización de la que fue dirigente, siendo presidenta en 1988.
Hacia 1990 se incorporó a la Agrupación de Familiares de Ejecutados Políticos (AFEP) y pasando a ocupar su presidencia en 2009. Desde ese rol ha impulsado diversas demandas contra exagentes de policía y del ejército de Chile que participaron en violaciones de derechos humanos entre 1973 y 1989.  Su motivación ha sido "luchar por la verdad, justicia y reparación de las decenas de víctimas del golpe".
También ha sido crítica con la clase política chilena, con la falta de justicia y con la impunidad frente los agentes del Estado que ejercieron secuestros, torturas y asesinatos durante la dictadura.

Nosotros presentamos mil 164 querellas por mujeres, hombres y niños cuyos casos nunca se habían investigado. Es cierto que en los últimos años han caído presos, pero en muchas condenas se repiten los nombres. Estamos hablando de más de 2 mil 200 ejecutados políticos y más de mil 100 detenidos desaparecidos; pero no son más de 200 los criminales presos, algunos no porque las condenas sean contundentes, sino porque están involucrados en múltiples crímenes y gozaron de impunidad por muchísimos años, cayeron presos viejos y eso lo quieren usar ahora como artimaña para dejarlos en libertad.
Alicia Lira

### Activismo después de la Revuelta Social en Chile de 2019
Lira ha también actuado en favor de las víctimas de violencia policial en el contexto del estallido social de 2019.

## Reconocimientos

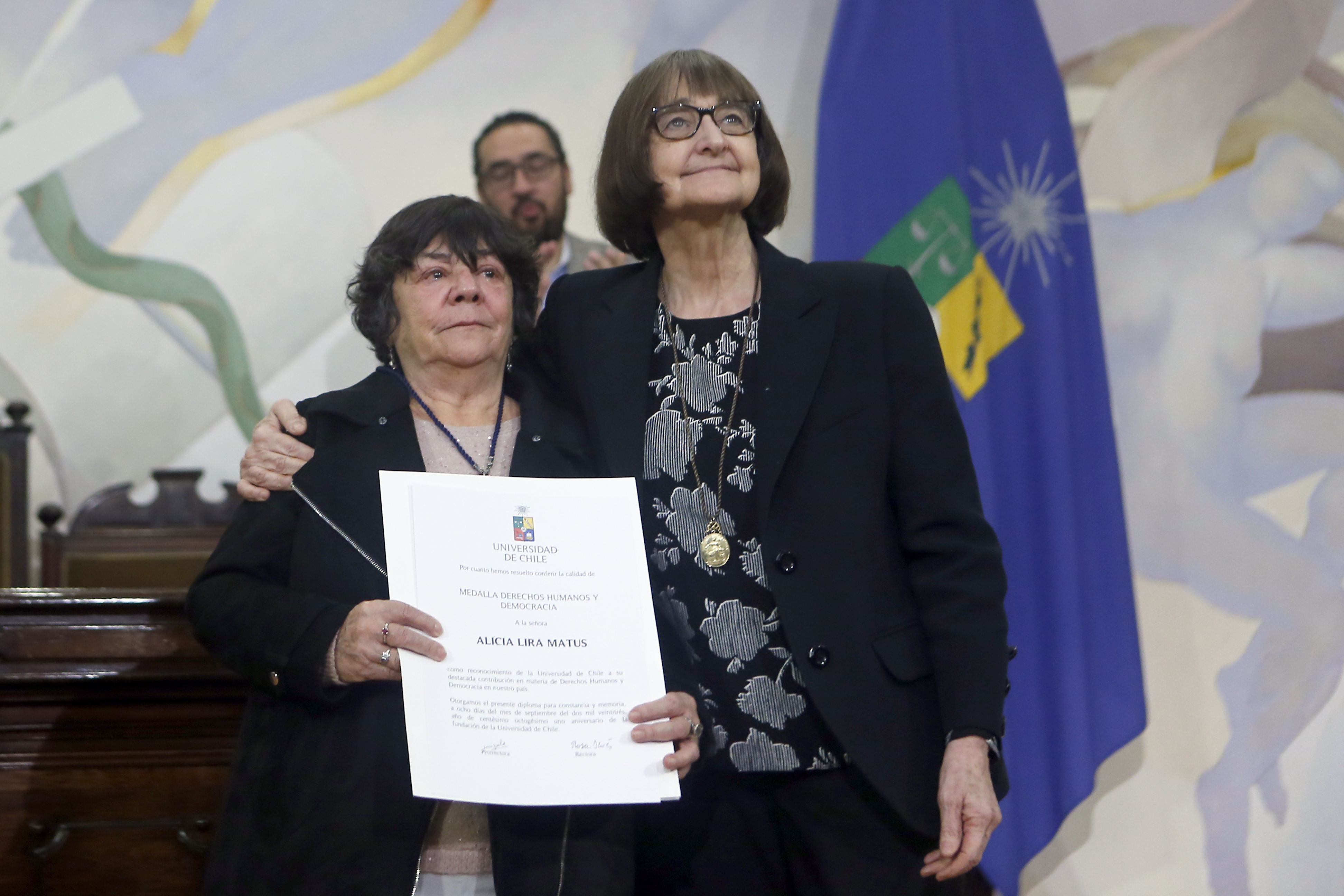
La Rectora de la Universidad de Chile, Rosa Devés, hace entrega de la Medalla Derechos Humanos y Democracia a Alicia Lira (2023)

En septiembre de 2018, la Unión Dominicana de Periodistas por la Paz le hizo entrega del Premio Paz Internacional 2017, junto al cubano Silvio Platero.
En septiembre de 2023, como parte de las conmemoraciones de los 50 años del golpe de Estado en Chile, fue condecorada con la Medalla Derechos Humanos y Democracia, por parte de la Universidad de Chile. Este reconocimiento celebró su compromiso con las garantías de no repetición y memoria en el país: "La Universidad de Chile agradece, muy especialmente, su trabajo incansable para sumar voluntades en la lucha por honrar la memoria y alentar procesos de reparación, lo que en nuestra propia institución ha tenido importantes consecuencias, como es el caso del reconocimiento de títulos póstumos”, señaló la rectora Rosa Devés.